# NGC 5464
NGC 5464 (другие обозначения — ESO 446-11, MCG -5-33-45, TOL 43, AM 1404-294, IRAS14041-2946, PGC 50356) — галактика в созвездии Гидра.
Этот объект входит в число перечисленных в оригинальной редакции «Нового общего каталога».